# 博斯湖
54°17′12″N 9°54′33″E / 54.286756°N 9.909103°E

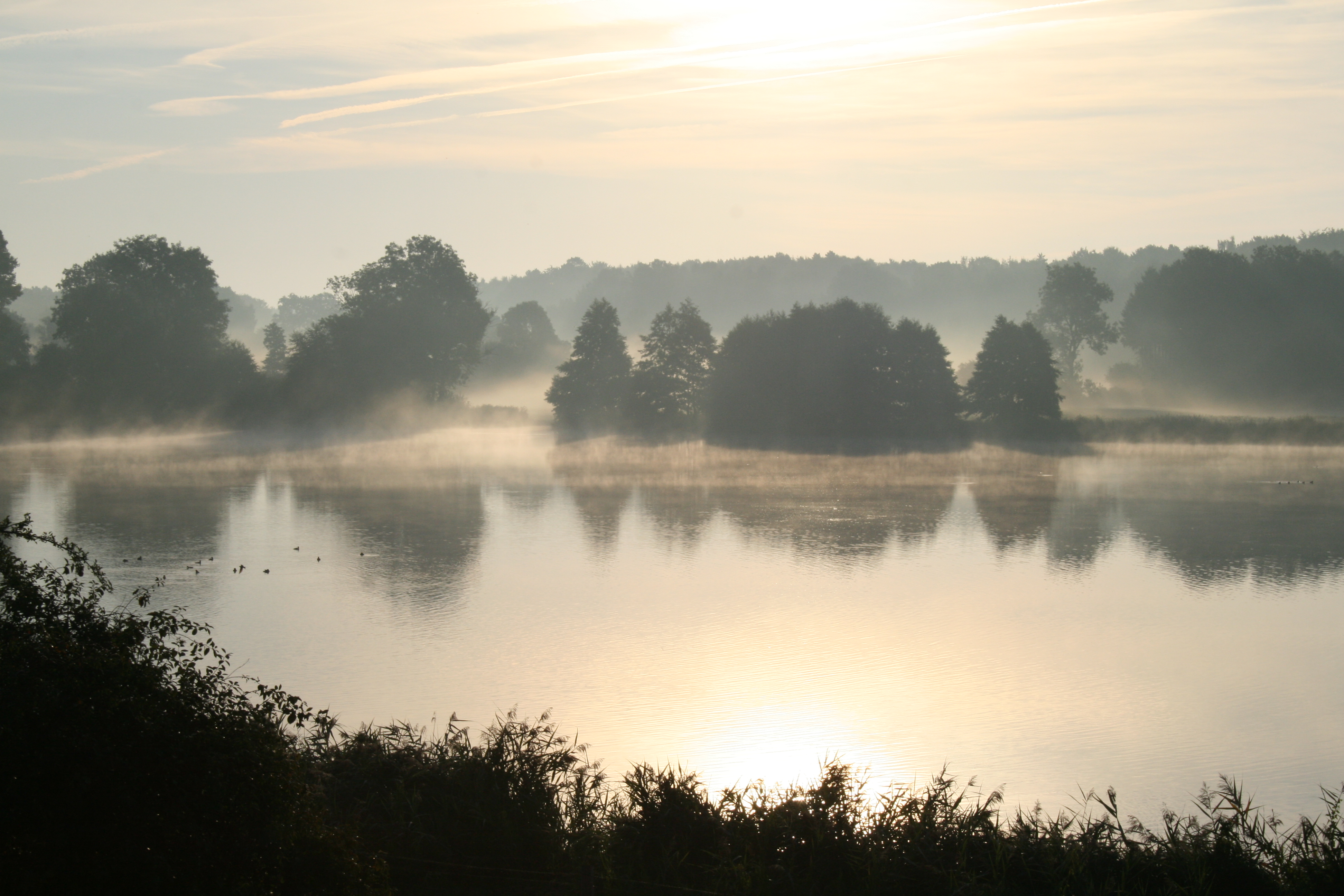

博斯湖（德語：Bossee），是德國的湖泊，位於該國北部石勒蘇益格-荷爾斯泰因州，由倫茨堡-埃肯弗德縣負責管轄，面積0.32平方公里，海拔高度6.6米，平均水深3米，最大水深5.7米，水體容量95萬立方米，湖岸線長度2.9公里。